# Gymnothorax parini
Gymnothorax parini is een straalvinnige vissensoort uit de familie van murenen (Muraenidae). De wetenschappelijke naam van de soort is voor het eerst geldig gepubliceerd in 1991 door Collette, Smith & Böhlke.